# Frank Carter & The Rattlesnakes
Frank Carter & The Rattlesnakes — английская панк-рок-группа, образованная в 2015 году фронтменом групп Gallows и Pure Love Франком Картером. В мае 2015 они выпустили EP Rotten, а в августе 2015 свой дебютный альбом Blossom на лейбле Kobalt Label Services. Второй студийный альбом Modern Ruin был выпущен в январе 2017 на лейбле International Death Cult и спродюсирован Томасом Митченером на студии Broadfields в городе Уотфорд.
Музыкально Blossom отметил возвращение Картера к его «корням» (панк-року и хардкор-панку), в то время как Modern Ruin является альтернативным роком, который Картер использовал в Pure Love, хотя и в гораздо более мрачном стиле.

## Участники группы

###### Текущие
- Франк Картер — вокал (2015 — настоящее время)
- Дин Ричардсон — гитара (2015 — настоящее время)
- Том 'Танк' Барклай — бас-гитара (2016 — настоящее время)
- Гарет Гровер — барабаны (2016 — настоящее время)

###### Бывшие участники
- Memby Jago — барабаны (2015—2016)
- Томас Митченер — гитара, синтезаторы (2017—2018), бас-гитара (2015—2016)

## Дискография

### Студийные альбомы
| Название         | Детали                                                                                                | Наивысшая позиция | Наивысшая позиция | Наивысшая позиция |
| Название         | Детали                                                                                                | UK                | AUS               | BEL (FL)          |
| ---------------- | --- | ----------------- | ----------------- | ----------------- |
| Blossom          | - Выпущен: 14 August 2015 - Лейбл: International Death Cult - Форматы: LP, CD, цифровая загрузка      | 18                | 81                | —                 |
| Modern Ruin      | - Выпущен: 20 January 2017 - Лейбл: International Death Cult - Форматы: LP, CD, цифровая загрузка     | 7                 | —                 | 108               |
| End of Suffering | - Выпущен: 3 May 2019 - Лейбл: International Death Cult - Форматы: LP, CD, цифровая загрузка, кассета | 4                 | —                 | 177               |

### Мини-альбомы
- Rotten (2015)

### Синглы
- «Juggernaut» (2015)
- «I Hate You» (2015)
- «Devil Inside Me» (2016)
- «Snake Eyes» (2016)
- «Lullaby» (2016)
- «Wild Flowers» (2016)
- «Modern Ruin» (2017)
- «Vampires» (2017)
- «Spray Paint Love» (2017)
- «Crowbar» (2019)
- «Anxiety» (2019)
- «Kitty Sucker» (2019)

### Музыкальные видео
- «Juggernaut» (2015)[10]
- «Trouble» (2015)[11]
- «Devil Inside Me» (2016)[12]
- «Snake Eyes» (2016)[13]
- «Lullaby» (2016)[14]
- «Wild Flowers» (2017)[15]
- «Vampires» (2017)[16]
- «Spray Paint Love» (2017)[17]
- «Crowbar» (2019)[18]
- «Anxiety» (2019)[19]